# Deflektor
Deflektor è un videogioco rompicapo in cui si controllano le riflessioni di un raggio laser, pubblicato nel 1987 per Amstrad CPC, Commodore 64 e ZX Spectrum, nel 1988 per Amiga e Atari ST e nel 1991 per i computer giapponesi PC-88, PC-98 e X68000. Una versione in cartuccia per Atari 8 bit rimase allo stadio di prototipo.
Le recensioni della stampa furono generalmente piuttosto buone.
Fu seguito nel 1989 da Mindbender, pubblicato della stessa Gremlin Graphics.

## Modalità di gioco
Il gioco è un rompicapo in tempo reale ambientato in un circuito ottico, dove bisogna controllare il percorso di un raggio laser continuo. Ogni livello è un ambiente a schermata fissa visto dall'alto, che contiene sempre un generatore e un ricevitore del raggio. Diversi tipi di oggetti completano lo schema, in particolare dei piccoli specchi che il giocatore può ruotare su sé stessi a piacimento, in modo da deviare in varie possibili direzioni il raggio quando li colpisce.
Tra gli altri possibili elementi ci sono specchi che ruotano continuamente, rifrattori che dirigono il raggio casualmente, fibre ottiche che trasportano il raggio direttamente in un'altra zona dello schermo, mine che devono essere evitate, polarizzatori che lasciano passare il raggio solo da un'angolazione, pareti riflettenti. Gli ostacoli assorbenti o i bordi esterni dell'area terminano semplicemente il percorso del raggio. Più avanti, occasionalmente possono apparire creature mobili che vagano e disturbano gli specchi.
Il laser si sovraccarica se incontra una mina, se viene riflesso su sé stesso ritornando al generatore, o se fa un percorso totale troppo lungo. Il sovraccarico è indicato da una barra che aumenta rapidamente in queste condizioni, causando la sconfitta se viene riempita. Se le condizioni cessano, il sistema si raffredda e la barra torna lentamente a zero.
Per terminare un livello occorre far passare il raggio sopra tutte le cellule grigie presenti, che vengono immediatamente distrutte al passaggio, e infine farlo arrivare al ricevitore, il tutto prima che termini l'energia, che viene consumata dal laser col passare del tempo.